# Energidepartementet
Energidepartementet är ett norskt departement som har energipolitiken som arbetsområde, vilket även inkluderar oljeutvinningen. 
Departementet skapades 1 januari 1997 ur en del av det tidigare Närings- och energidepartementet. Ett motsvarande departement fanns också 1978–1992. Före 1 januari 2024 hette det Olje- och energidepartementet Nuvarande energiminister är Terje Aasland från Arbeiderpartiet.